# ديفيد شو (كاتب)
ديفيد شو (بالإنجليزية: David Shaw)‏ هو صحفي وكاتب وكاتب سيناريو أمريكي، ولد في 4 يناير 1943 في دايتون في الولايات المتحدة، وتوفي في 1 أغسطس 2005.